# Акари (приток Павуны)
Акари — река протекающая в городе Рио-де-Жанейро, на юго-востоке Бразилии. Является одним из основных водотоков города.
Впадает в реку Павуна.
Акари течёт с западного конца города и заканчивается на севере, не заилена и имеет очень большой поток воды, с наличием небольшого количества прибрежной растительности.
Здесь обитает несколько аллигаторов, пресноводные креветки давно прекратили своё существование. В качестве водного пути больше не используется. Река Акари является важным источником дохода местных жителей, предлагая отдых и рыболовство.